# Naturschutzgebiet Wannebach
Das Naturschutzgebiet Wannebach mit einer Größe von 45,5 ha lag nördlich bzw. nordöstlich von Niedereimer im Stadtgebiet von Arnsberg im Hochsauerlandkreis. Es wurde 1998 mit dem Landschaftsplan Arnsberg durch den Hochsauerlandkreis als Naturschutzgebiet (NSG) ausgewiesen. Im Süden und Osten grenzte teils direkt das Naturschutzgebiet Breitenbruch-Neuhaus an. Das NSG bestand aus drei Teilflächen. Die Bundesautobahn 46 trennte zwei der Teilflächen voneinander. Das NSG gehörte zum 7.991 ha großen FFH-Gebiet Arnsberger Wald (DE-4514-302). Seit 2021 gehört das Gebiet zum Naturschutzgebiet Arnsberger Wald (Arnsberg).

## Gebietsbeschreibung
Im NSG handelt es sich um die Wanne mit ihrer Aue. Die Aue ist meist mit Erlen und Eschen bestockt. Am Bach kommt der Eisvogel vor.

## Schutzzweck
Das NSG soll die Wanne mit ihrer Aue und das Arteninventar schützen. Wie bei allen Naturschutzgebieten in Deutschland wurde in der Schutzausweisung darauf hingewiesen, dass das Gebiet „wegen der Seltenheit, besonderen Eigenart und Schönheit des Gebietes“ zum Naturschutzgebiet erklärt wurde.